# Новозеландська митрополія
Новозеландська митрополія (грец. Η Μητρόπολη Νέας Ζηλανδίας, англ. Holy Greek Orthodox Metropolis of New Zealand and all Oceania) — єпархія Константинопольської православної церкви на території Нової Зеландії та островів Океанії.
Єпархіальний центр — Веллінгтон (365 Broadway, Miramar, Wellington). Кафедральний собор — Благовіщення Пресвятої Богородиці у Веллінгтоні. Митрополію очолює митрополит Новозеландський Мирон (Ктістакіс). Наразі єпархія налічує 9 парафій та монастир у Новій Зеландії і 4 парафії і монастир на острові Фіджі.

## Історія
Єпархія була утворена 8 січня 1970 року шляхом виділення з Австралійської архієпископії. До складу новоствореної єпархії були включені парафії на території Нової Зеландії, Індії, Північної і Південної Кореї, Японії, Філіппін, Сінгапуру, Індонезії та Гонконгу.
В листопаді 1996 року території єпархії за винятком Нової Зеландії й островів у Тихому океані утворили нову Гонконгську митрополію.
У 2005 році до єпархії приєднані острова у південній частині Тихого океану: Фіджі, Тонга і Самоа, а також невеликі архіпелаги. Паства налічує близько 10 000 вірних, головним чином грецьких іммігрантів першого, другого та третього покоління.
Заплановано відкриття православних місій на Тонга і Самоа.

## Правлячі архієреї
- Діонісій (Псіахас) (8 січня 1970 — 21 липня 2003)
- Іосиф (Харкіолакіс) (21 липня 2003 — 31 серпня 2005)
- Амфілохій (Цукос) (13 жовтня 2005 — 30 травня 2018)
- Мирон (Ктістакіс) (з 11 липня 2018)

## Парафії та монастирі

### Парафії
У Новій Зеландії розташовано 9 парафій:
- Церква Благовіщення Пресвятої Богородиці у Веллінгтоні[1]
- Церква святого Андрія Первозванного у Веллінгтоні[2]
- Церква святого Нектарія в Петоні[3]
- Церква святого Йоана Предтечі в Палмерстон-Норті
- Церква святого Димитрія в Гастінгсі[4]
- Церква святого Миколая в Нью-Плімуті[5]
- Церква святої Трійці в Окленді[6]
- Церква Успіння Пресвятої Богородиці в Крайстчерчі[7]
- Церква Вознесіння Господнього в Мастертоні

На острові Фіджі розташовано 4 парафії:
- Церква святої Параскеви і місійний центр в Сабеті[8]
- Церква святих Афанасія та Миколая в Лабасі
- Церква святого Георгія у Віті-Леву
- Церква святої Трійці в Савені

### Монастирі
Митрополія має два монастирі:
- Монастир святих архангелів у Левіні, Нова Зеландія[9]
- Монастир Успіння Пресвятої Богородиці в Лаутоці, Фіджі[10]